# Dule B
Dule 'B' è una circoscrizione rurale (rural ward) della Tanzania situata nel distretto di Bumbuli, regione di Tanga. Conta una popolazione di 7 949 abitanti (censimento 2022).